# Прескотт, Джеймс Артур
Джеймс Артур Прескотт (англ. James Arthur Prescott; 1890—1987) — австралийский учёный-химик в области сельского хозяйства английского происхождения, член Королевского общества (Fellow of the Royal Society), был награждён орденом Британской империи.

## Биография
Родился 7 октября 1890 года в городе Little Bolton, Ланкашир, Англия. Был старшим из семи детей в семье Joseph Arthur Prescott и его жены Mary Alice (урождённой Garsden). 
В 1911 году окончил с отличием Манчестерский университет, получив степень бакалавра. В следующем году ему была присуждена аспирантская стипендия в области сельскохозяйственных наук, полученная в старейшем сельскохозяйственном исследовательском учреждении в мире — экспериментальной станции Rothamsted Experimental Station в городе Харпенден.
С 1916 по 1924 год Джеймс Прескотт работал в Египте сельскохозяйственном обществе Sultanic Agricultural Society. Там он подготовил 13 научных работ, в том числе четыре по изучению азота в почве и щелочности египетских почв. В 1919 году он получил степень магистра наук в Манчестерском университете на основе диссертации, написанной о его фосфатных исследованиях на станции Rothamsted Station.
С 1924 года и до конца жизни Джеймс Артур Прескотт работал в Австралии, в том числе на кафедре агрохимии в университете Аделаиды. За свои работы в этом университете был удостоен степени доктора наук в 1932 году. 
Прескотт был председателем комитета  CSIR Oenological Research Committee в 1938—1955 годах и членом с исследовательского института вина Australian Wine Research Institute в 1955—1970 годах. В 1954 году он стал членом-корреспондентом Австралийской академии наук.
Умер 6 февраля 1987 года в городке Glen Osmond, пригород Аделаиды, Южная Австралия.
Его сын Джон Прескотт (John Russell Prescott, 1924−2011) тоже стал учёным — профессором физики в университете Аделаиды.